# Santa Monica Pier

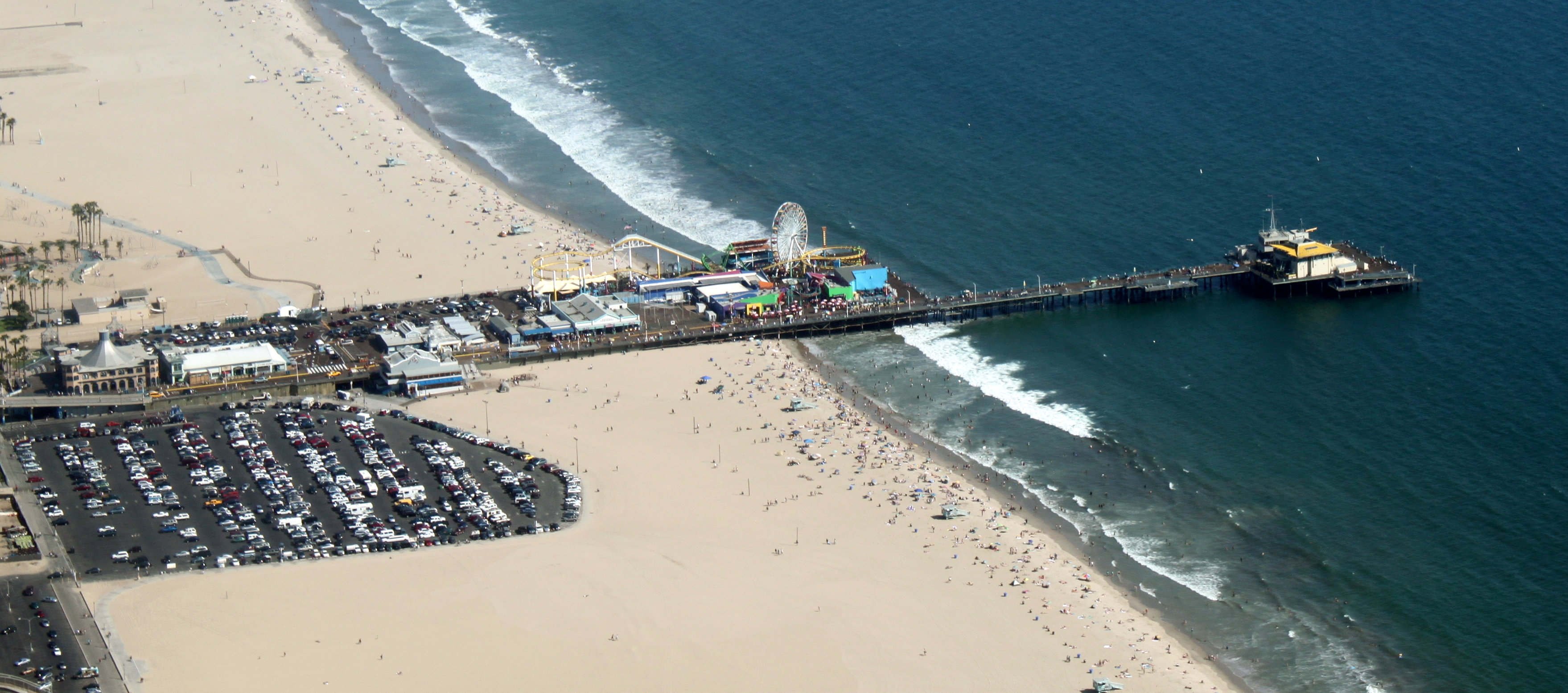
Översiktsbild.

The Santa Monica Pier är en brygga vid slutet av Colorado Boulevard i Santa Monica, Los Angeles County i Kalifornien. Den byggdes 1909 och är ett framträdande landmärke.

## Attraktioner
På bryggan finns Pacific Park, en nöjespark med ett stort pariserhjul. Där finns även en karusell från 1920-talet samt butiker, restauranger med mera. Längst ut på bryggan brukar fritidsfiskare utöva sin hobby. 